# 鳳翔千仞
〈鳳翔千仞〉，古琴曲，又名〈鳳雲遊〉，全曲九段。現存曲譜中僅見於《西麓堂琴統》卷二十五。今有琴家成公亮打譜演奏的版本。

## 解題
《西麓堂琴統》：「〈鳳雲遊〉也，虞皇所製也，唐人薛易簡年十七能精此弄，繇是知名。易簡天寶中以琴待詔翰林，所著《琴訣》至今傳之，茲曲之來當有自云。」。

## 絃式
「泉鳴調」：慢一、三、六絃，同〈孤竹君〉。

## 演奏版本
- 成公亮打譜並演奏。[3][4][5]

## 外部連結
- YouTube上的〈鳳翔千仞〉 ，成公亮演奏，使用南京博物院藏編鐘、編磬合奏 ，收錄於《如是寧靜》（页面存档备份，存于）